# جيلي فانيندرت
جيلي فانيندرت (بالهولندية: Jelle Vanendert )‏ (و. 1985  م) هو راكب دراجة هوائية بلجيكي، ولد في نيربيلت، شارك في طواف إسبانيا، وسباق طواف فرنسا 2011، وطواف إسبانيا 2013، وسباق طواف فرنسا 2012، وطواف فرنسا، وطواف فرنسا 2018، مركز لعبه هو ثاقب ‏، ومتخصص التسلق ‏.

## سجل الفوز

### سباقات أو مراحل فاز بها
| التاريخ        | السباق                       | المركز                                              |
| -------------- | ---------------------------- | --------------------------------------------------- |
| 15 مايو 2005   | سيركيت دي والونيا 2005       |                                                     |
| 01 يناير 2007  | فولتا ليمبورغ الكلاسيكي 2007 | التاسع في التصنيف العام                             |
| 20 أبريل 2011  | فليش والون 2011              | السادس في التصنيف العام                             |
| 24 يوليو 2011  | سباق طواف فرنسا 2011         | المرتبة 19 في التصنيف العام، الثالث في تصنيف الجبال |
| 30 يوليو 2011  | طواف سان سيباستيان 2011      | العاشر في التصنيف العام                             |
| 15 أبريل 2012  | سباق أمستل الذهبي 2012       | الثاني في التصنيف العام                             |
| 18 أبريل 2012  | فليش والون 2012              | الرابع في التصنيف العام                             |
| 22 أبريل 2012  | لييج-باستون-لييج 2012        | العاشر في التصنيف العام                             |
| 02 سبتمبر 2012 | غروت بريجس جيف شيرنز 2012    | العاشر في التصنيف العام                             |
| 20 أبريل 2014  | سباق أمستل الذهبي 2014       | الثاني في التصنيف العام                             |
| 23 أبريل 2014  | فليش والون 2014              | السادس في التصنيف العام                             |

## روابط خارجية
- جيلي فانيندرت على موقع الاتحاد الدولي للدراجات (الإنجليزية)
- جيلي فانيندرت على موقع أرشيف الدراجات (الإنجليزية)
- جيلي فانيندرت على موقع إحصائيات الدراجات الإحترافية (الإنجليزية)
- جيلي فانيندرت على موقع نسبة الدراجات (الإنجليزية)
- جيلي فانيندرت على موقع CycleBase (الإنجليزية)